# KIAA0157
KIAA0157‏ (Abraxas 2, BRISC complex subunit) هوَ بروتين يُشَفر بواسطة جين KIAA0157 في الإنسان.